# American Service-Members' Protection Act
Pour les articles homonymes, voir ASPA.
Lire en ligne

(en) Texte de la loi

L'American Service-Members' Protection Act ou ASPA (« Loi pour la protection des membres du service américain » en français) est une loi américaine proposée par le sénateur Jesse Helms le 20 mai 2002, adoptée par le Congrès en août 2002 dans le cadre du Supplemental Appropriations Act for Further Recovery From and Response To Terrorist Attacks on the United-States et promulguée par le président George W. Bush le 2 août 2002.
La loi doit protéger les membres du gouvernement américain, de l'armée américaine et d'autres officiels responsables de toute poursuite par la Cour pénale internationale, à laquelle les États-Unis n'adhèrent pas. La position des États-Unis fait consensus au sein des deux grands partis de gouvernement, les Démocrates et les Républicains, la loi ayant été soutenue par 397 voix contre 32 à la Chambre des représentants et par 92 voix contre 7 au Sénat.
La loi sert à affaiblir la position de la Cour pénale internationale (CPI) à La Haye, car elle protège les citoyens américains de l'extradition à la CPI. Par ailleurs, le président américain est habilité à adopter tous les moyens nécessaires, y compris les invasions militaires, pour libérer un citoyen américain inculpé devant la CPI. La loi est donc aussi ironiquement connue comme « Loi d'invasion de La Haye » puisque la libération par la force de citoyens américains ne pourrait être accomplie que par une invasion de la ville de La Haye,.
Cette loi limite également l'utilisation des forces américaines pour des opérations de maintien de la paix des Nations unies, autant que cela ne garantit pas l'immunité de poursuites.
En outre, la loi interdit toute aide militaire américaine aux pays qui reconnaissent l'autorité de la Cour ; mais cette dernière mesure ne s'applique pas aux pays membres de l'OTAN, ni à ses principaux alliés, ni à Taïwan, ni aux pays qui ont entériné les accords de l'Article 98, par lesquels ils s'engagent auprès des États-Unis à ne pas transférer à la Cour des citoyens américains. Par ailleurs, le président peut suspendre cette disposition lorsqu'il juge qu'elle va à l'encontre de l'intérêt national des États-Unis.